# 4-ciclopenteno-1,3-diol
El 4-ciclopenteno-1,3-diol, llamado también 2-ciclopenteno-1,4-diol, es un diol de fórmula molecular C5H8O2.
Su estructura se corresponde a un anillo de ciclopenteno —igual al ciclopentano pero con un doble enlace— con dos grupos hidroxilo (-OH) en las posiciones opuestas al doble enlace. Dependiendo de la posición espacial de los dos hidroxilos respecto al anillo, se distinguen dos esteroisómeros de este compuesto, cis y trans.

## Propiedades físicas y químicas
El 1,3-ciclopentanodiol es un sólido cuyo punto de fusión está comprendido entre 56 °C y 59 °C, siendo su punto de ebullición 229 °C. 
Tiene una densidad superior a la del agua, 1,318 g/cm³.
El valor estimado del logaritmo de su coeficiente de reparto, logP ≃ -0,5, supone que su solubilidad es mayor en agua que en disolventes apolares como el 1-octanol. Así, su solubilidad en agua es de aproximadamente 173 g/L (cifra estimada, no experimental).
En cuanto a su reactividad, este compuesto es incompatible con agentes oxidantes fuertes.

## Síntesis y usos
En general, las diversas rutas de síntesis buscan la obtención del isómero cis del 4-ciclopenteno-1,3-diol, por su mayor número de aplicaciones. Este puede sintetizarse a partir de alcohol furfurílico —obtenido a partir de materiales renovables— que se reorganiza a pH ligeramente ácidos a 4-hidroxiciclopent-2-enona. Por reducción selectiva, este compuesto se puede convertir (purificado y con el grupo hidroxilo protegido) en cis-4-ciclopenteno-1,3-diol o derivados del mismo.
Los mejores resultados en la reducción se logran con hidruros de aluminio y boro. Sin embargo, los hidruros de aluminio tienen la desventaja de que el grupo hidroxilo de la 4-hidroxiciclopent-2-enona ha de ser protegido antes de la reducción, y desprotegido nuevamente tras la misma, para lo cual el grupo alcanoato requerido para la hidrólisis enzimática es inadecuado, pues también es reducido por el hidruro.
Es igualmente posible preparar la forma protegida de este diol por epoxidación de ciclopentanodieno utilizando perácidos o peróxidos, seguida de una reorganización catalizada por cobre (I) o paladio (0).
En este método la epoxidación con ácido peracético en diclorometano, seguida de la reacción con anhídrido acético en presencia de tetrakis(trifenilfosfina)palladio(0), rinde la forma diacetato de este diol; la ulterior solvólisis de ambos grupos acetato con carbonato de potasio en metanol permite obtener 4-ciclopenteno-1,3-diol.
Otro procedimiento para obtener 4-ciclopenteno-1,3-diol, sin necesidad de protección del grupo hidroxilo, utiliza también como precursor la 4-hidroxiciclopent-2-enona. Esta es reducida con un borohidruro, preferiblemente de un metal alcalino, como borohidruro de sodio, en presencia de cantidades subestequiométricas de un compuesto de tierras raras trivalente, por ejemplo un haluro de cerio (III).
En cuanto a sus usos, los ciclopentenos son componentes químicos importantes en síntesis orgánica por su presencia en sustancias naturales como prostaglandinas, iridoides y espinosinas.
Se pueden obtener diferentes productos biológicamente activos por hidrólisis enzimática parcial —que favorece la formación de un determinado enantiómero— de ésteres del cis-4-ciclopenteno-1,3-diol o por esterificación parcial enzimática del propio diol.
El 4-ciclopenteno-1,3-diol también interviene en la síntesis de derivados diarilcicloalquílicos utilizados como fármacos para reducir el nivel de triglicéridos y que tienen un efecto favorable en el metabolismo de lípidos y carbohidratos. Estos derivados son de aplicación en el tratamiento de síndrome metabólico, dislipidemia y diabetes tipo II.

## Precauciones
El 4-ciclopenteno-1,3-diol ocasiona irritación en piel y ojos (grave en este último caso), pudiendo también producir irritación en el tracto respiratorio.